# Arcipelago delle Maurelle
L'arcipelago delle Maurelle (Maurelle Islands) è un insieme di numerose isole posizionate quasi al centro della baia di Iphigenia (Iphigenia Bay) e fa parte dell'arcipelago Alexander, nell'Alaska sud-orientale negli Stati Uniti d'America, Amministrativamente appartiene alla Census Area di Prince of Wales-Hyder dell'Unorganized Borough. Le isole si trovano all'interno della Tongass National Forest.

## Storia
L'arcipelago fu nominato della U.S. Coast and Geodetic Survey (USC & GS) nel 1879, in onore del navigatore spagnolo Don Francisco Antonio Maurelle che, sotto il comando di Don Juan de la Bodega y Quadra, effettuò e partecipò ai rilievi topografici in questa regione dal 1775 al 1779.

## Geografia
L'arcipelago si compone di 15 - 20 isole maggiori e molte altre dalle dimensioni più ridotte.

### Isole dell'arcipelago
Elenco delle isole maggiori:
- Isola di Twocrack (Twocrack Island)[5] 55°42′01″N 133°36′46″W - Twocrak è l'isola più a nord dell’arcipelago (elevazione: 14 metri; lunghezza: 600 metri[1]).
- Isolotti di Dome (Dome Islets)[6] 55°41′32″N 133°37′45″W - Sono due isolotti appaiati con una larghezza totale di 300 metri e una elevazione di 4 metri.
- Isola di Tonina (Tonina Island)[7] 55°41′25″N 133°36′12″W - Larghezza circa 500 metri; elevazione di 18 metri.
- Isola di Bushtop (Bushtop Island)[8] 55°41′40″N 133°35′22″W - L'isola è lunga 121 metri.
- Isola di Hendida (Hendida Island)[9] 55°40′46″N 133°40′17″W - L'isola ha una elevazione di 6 metri.
- Isola di Pesquera (Pesquera Island)[10] 55°40′39″N 133°39′30″W - L'isola ha una elevazione di 21 metri e una lunghezza circa di 510 metri.
- Isola di Anguilla (Anguilla Island)[11] 55°40′30″N 133°34′21″W - L'isola ha una elevazione di 78 metri e una lunghezza di 4,83 chilometri.
- Isole di Wood (Wood Islands)[12] 55°40′04″N 133°42′26″W - È un gruppo di tre isole poste all'estremo occidentale dell'arcipelago. Massima elevazione: 54 metri.
- Isola di Favorita (Favorita Island)[13] 55°39′29″N 133°40′37″W - Fa parte del gruppo di isole denominato "Twin Islands". L'isola è lunga 960 metri e ha una elevazione di 7 metri.
- Isola di Princesa (Princesa Island)[14] 55°39′35″N 133°39′59″W - Fa parte del gruppo di isole denominato "Twin Islands". L'isola è lunga circa 1.650 metri e ha una elevazione di 21 metri.
- Isola di Turtle (Turtle Island)[15] 55°38′52″N 133°36′48″W - L'isola è lunga circa 1.420 metri e ha una elevazione di 43 metri.
- Isola di Esquibel (Esquibel Island)[16] 55°38′18″N 133°34′24″W - È una delle due isole più grandi dell'arcipelago; è lunga circa 4 chilometri e ha una elevazione di 49 metri.
- Isola di Toza (Toza Island)[17] 55°37′17″N 133°39′23″W - L'isola è lunga circa 580 metri e ha una elevazione di 2 metri.
- Isola di Hacha (Hacha Island)[18] 55°37′26″N 133°38′56″W - L'isola è larga circa 350 metri e ha una elevazione di 6 metri.
- Isola di Sonora (Sonora Island)[19] 55°36′42″N 133°38′38″W - L'isola è lunga circa 1.975 metri e ha una elevazione di 64 metri.
- Isola di Flotilla (Flotilla Island)[20] 55°36′37″N 133°37′34″W - L'isola è lunga circa 480 metri e ha una elevazione di 22 metri.
- Isola di Escurial (Escurial Island)[21] 55°36′31″N 133°35′13″W - L'isola è lunga circa 530 metri e ha una elevazione di 11 metri.
- Isole di San Lorenzo (San Lorenzo Islands)[22] 55°36′31″N 133°35′13″W - Si trovano all'estremo meridionale dell'arcipelago e sono due isole appaiate (separata da meno di 100 metri) larghe globalmente circa 2.100 metri con una elevazione massima di 100 metri.

### Masse d'acqua
Intorno e all'interno dell'arcipelago sono presenti le seguenti masse d'acqua:
- Baia di Iphigenia (Iphigenia Bay)[23] 55°46′37″N 133°53′35″W - la baia limita ad ovest l'arcipelago.
- Canale di Bocas De Finas (Bocas De Finas)[24] 55°42′00″N 133°34′56″W - Il canale divide l'arcipelago dall'isola di Heceta e segna la parte più settentrionale delle Maurelle.
- Golfo di Esquibel (Gulf of Esquibel)[25] 55°36′37″N 133°30′32″W - Il golfo limita ad est l'arcipelago.
- Baia di Anguilla (Anguilla Bay)[26] 55°39′33″N 133°34′37″W - La baia lunga 3,2 chilometri divide l'isola di Anguilla (Anguilla Island) dall'isola di Esquibel (Esquibel Island).
- Canale di Launch (Launch Passage)[27] 55°39′00″N 133°33′19″W - Il canale è uno stretto passaggio tra l'isola di Anguilla (Anguilla Island) e l'isola di Esquibel (Esquibel Island) verso il golfo di Esquibel (Gulf of Esquibel).
- Baia di Nagasay (Nagasay Cove)[28] 55°38′40″N 133°33′46″W - La baia si trova nella parte settentrionale dell'isola di Esquibel (Esquibel Island).
- Canale di Sonora (Sonora Passage)[29] 55°35′30″N 133°39′14″W - Il canale divide l'arcipelago dall'isola di Saint Joseph (Saint Joseph Island) e segna la parte più meridionale delle Maurelle.